# 杜比納 (白采爾克瓦區)
49°17′24″N 29°44′54″E / 49.29000°N 29.74833°E
杜比納（烏克蘭語：Дубина）是位於烏克蘭北部的村莊，由基辅州白采爾克瓦區的泰蒂伊夫市鎮負責管轄。該村面積0.35平方公里，海拔高度253米，2001年人口121，人口密度每平方公里350.7人。